# مسرح الجريمة: الاختفاء في فندق سيسيل (مسلسل)
مسرح الجريمة: الاختفاء في فندق سيسيل (بالإنجليزية: Crime Scene: Disappearance at the Cecil Hotel)‏ هو فيلم دراما امريكي من إخراج إزمير فيلهو وبطولة إليسا لام ودينيس فراجا وبيانكا بينينغتون.
تم عرض المسلسل يوم 10 فبراير 2020 على منصة نتفليكس.

## قصة
يضيف اختفاء النزيلة «إليسا لام» فصلًا آخر لتاريخ فندق «سيسيل» الأسود… نظرة متعمّقة داخل أكثر بقاع الجريمة حلكةً من مبدع The Ted Bundy Tapes.

## روابط خارجية
- مسرح الجريمة: الاختفاء في فندق سيسيل على موقع IMDb (الإنجليزية)
- مسرح الجريمة: الاختفاء في فندق سيسيل على موقع ميتاكريتيك (الإنجليزية)
- مسرح الجريمة: الاختفاء في فندق سيسيل على موقع روتن توميتوز (الإنجليزية)
- مسرح الجريمة: الاختفاء في فندق سيسيل على موقع نتفليكس (الإنجليزية)
- مسرح الجريمة: الاختفاء في فندق سيسيل على موقع فيلمافينيتي (الإسبانية)
- مسرح الجريمة: الاختفاء في فندق سيسيل على موقع كينوبويسك (الروسية)
- مسرح الجريمة: الاختفاء في فندق سيسيل على موقع ألو سيني (الفرنسية)
- مسرح الجريمة: الاختفاء في فندق سيسيل على موقع قاعدة بيانات الفيلم (الإنجليزية)